# Expiación con sangre

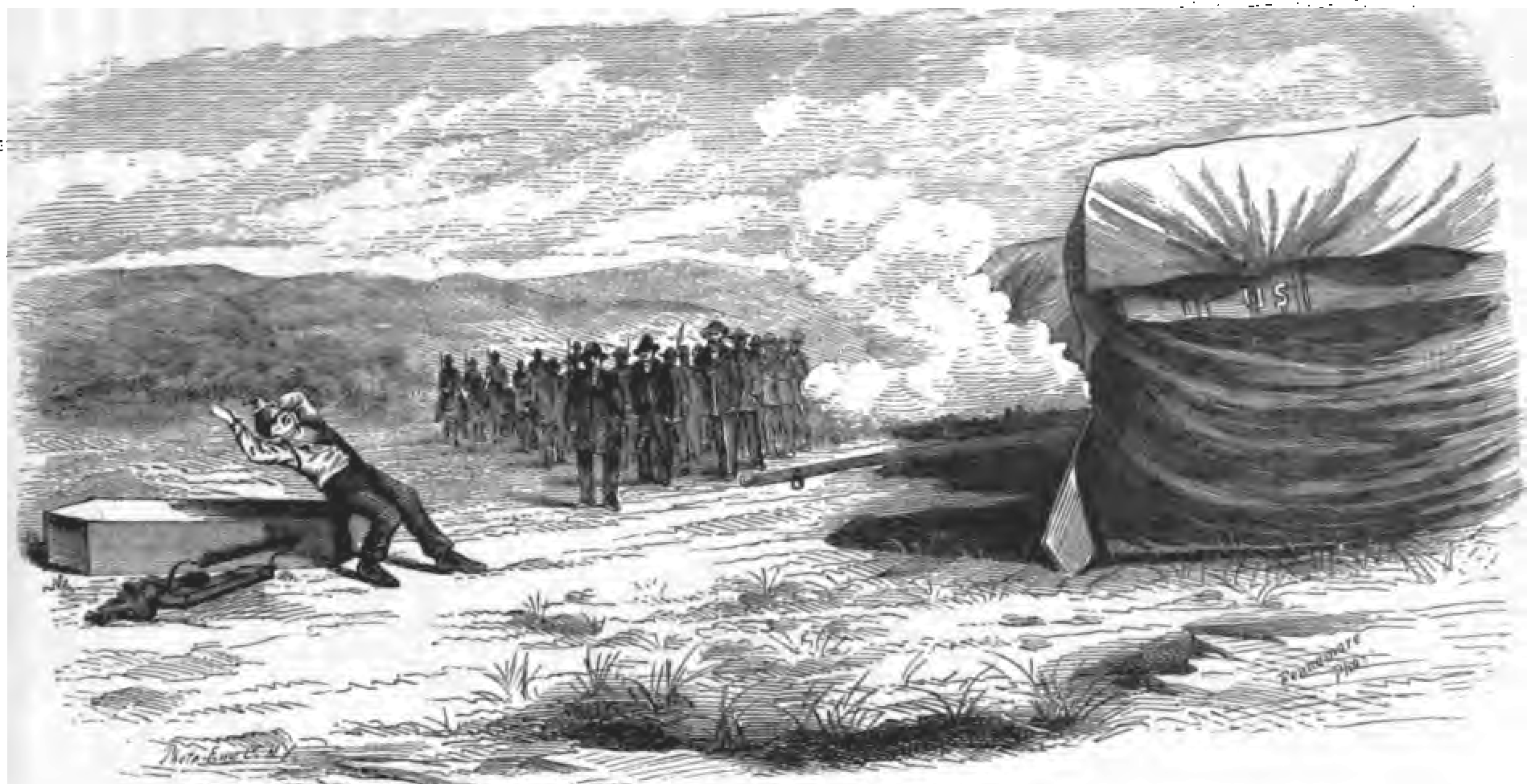
Ejecución por fusilamiento de John D. Lee por su papel en la masacre de Mountain Meadows. La sangre de Lee se derramó en el suelo donde había tenido lugar la masacre veinte años antes; sin embargo, Brigham Young dijo que Lee «no ha expiado ni la mitad de su gran crimen»

La expiación con sangre es una doctrina polémica del mormonismo, según la cual la expiación de Jesucristo no redime un pecado eterno, y que para expiar un pecado eterno el pecador debe ser ejecutado de tal manera que permita que su sangre sea derramada sobre la tierra como ofrenda de sacrificio para que no se convierta en un hijo de perdición. La denominación mormona más grande, La Iglesia de Jesucristo de los Santos de los Últimos Días (IJSUD), ha negado la validez de la doctrina desde 1889; los líderes de la iglesia primitiva se refirieron a ella como una «ficción», y los líderes posteriores de la iglesia se refirieron a ella como un «principio teórico» que nunca fue implementado en la IJSUD.
La doctrina surgió entre los primeros líderes mormones y fue promovida significativamente durante la Reforma Mormona, cuando Brigham Young gobernaba el Territorio de Utah como una cuasi-teocracia. Los pecados eternos que Young y otros miembros de su Primera Presidencia creían que necesitaban expiación con sangre incluían la apostasía, el robo, la fornicación (no se incluye la sodomía) o el adulterio.
Young enseñó que los pecadores deben optar voluntariamente por practicar la doctrina, pero también enseñó que solo debe ser aplicada por una teocracia completa. Young consideró que era más caritativo sacrificar una vida que verlos soportar un tormento eterno en el más allá. En opinión de Young, en una teocracia mormona completa, el estado implementaría la práctica como una medida penal.
La doctrina de la expiación con sangre fue la motivación detrás de las leyes que permitían la pena capital por fusilamiento o decapitación tanto en el territorio como en el estado de Utah. Aunque las personas en Utah fueron ejecutadas por pelotones de fusilamiento por crímenes capitales bajo el supuesto de que esto ayudaría a su salvación, no hay evidencia clara de que Young u otros líderes mormones teocráticos impusieran expiación con sangre por apostasía. Existe alguna evidencia de que la doctrina se hizo cumplir algunas veces a nivel de la iglesia local sin tener en cuenta el procedimiento judicial secular. La retórica de la expiación con sangre puede haber contribuido a una cultura de violencia que condujo a la masacre de Mountain Meadows.
La expiación con sangre sigue siendo una doctrina importante dentro del fundamentalismo mormón y, a menudo, los grupos mormones de extrema derecha (como la comunidad en línea DezNat) hacen referencia a ella; no obstante, la IJSUD ha repudiado formalmente la doctrina varias veces desde los días de Young. El apóstol SUD Bruce R. McConkie, hablando en nombre de los líderes de la iglesia, escribió en 1978 que, si bien todavía creía que ciertos pecados están más allá del poder expiatorio de la sangre de Cristo, la doctrina de la expiación con sangre solo es aplicable en una teocracia, como la existente durante la época de Moisés. Sin embargo, dada su larga historia, al menos hasta 1994, los potenciales jurados en Utah han sido cuestionados sobre sus creencias con respecto a la expiación con sangre antes de los juicios en los que puede ser considerada la pena de muerte.

## Antecedentes históricos y doctrinales
En sus primeros días, el mormonismo era una fe restauracionista, y sus líderes, como Joseph Smith y Brigham Young, discutieron con frecuencia los esfuerzos para reintroducir las prácticas sociales, legales y religiosas descritas en la Biblia, como la construcción de templos, la poligamia y una estructura de gobierno patriarcal y teocrático. El término «expiación con sangre» no aparece en las escrituras mormonas. Sin embargo, en el Libro de Mormón hay versículos que detallan claramente que «la ley de Moisés» exige la pena capital por el delito de asesinato, y que la muerte y expiación de Jesús «cumple» la ley de Moisés de tal manera que no deberían haber más sacrificios de sangre.
El concepto de expiación con sangre por adulterio se articuló con menos claridad en las escrituras mormonas. En Doctrina y Convenios 132, Joseph Smith escribió que las personas que rompieran el «nuevo y sempiterno convenio» (matrimonio celestial) serían «destruidas en la carne» y castigadas hasta que recibieran su exaltación en el Juicio Final.
El requisito de que la sangre debe ser derramada como expiación por los crímenes capitales se convirtió en la idea de que la salvación sería bloqueada a menos que se cumpliera con esta pena, porque «la ley» quedaría «incumplida». La creencia en la necesidad de la sangre derramada y la muerte para reparar el adulterio y el asesinato se vio favorecida por una visión generalmente favorable de la pena capital, la idea de que la sangre derramada «clama» por retribución, la doctrina de «sangre por sangre» que dice que los delitos de derramamiento de sangre deben ser castigados con el derramamiento de sangre, y el concepto de que el arrepentimiento requiere restitución. Aunque las escrituras en Alma 34 del Libro de Mormón hablan del «requisito» en términos de una obligación legal, en la teología mormona la salvación no es lo mismo que la exaltación, que tiene más que ver con «donde en el cielo», mientras que la salvación es «estar en el cielo».

### La pena capital en las escrituras y rituales mormones
Las enseñanzas del mormonismo con respecto a la pena capital se originaron en enseñanzas judías y cristianas más antiguas. Por ejemplo, en 1 Corintios 5:5, Pablo habla de un hombre que copuló con la esposa de su padre y ordena a los miembros de la iglesia que «entreguen al tal a Satanás para destrucción de la carne, a fin de que el espíritu sea salvo en el día del Señor Jesús». El Libro de Mormón también tiene pasajes que favorecen la pena capital, diciendo: «Y ahora, he aquí, hablo a la iglesia. No matarás; y el que mate no tendrá perdón en este mundo, ni en el venidero. Y otra vez, digo, no matarás, mas el que matare, morirá.» En otros pasajes, sin embargo, se presenta a las personas como perdonadas por los asesinatos.
Detrás del concepto de expiación con sangre está la idea de que la sangre derramada «clama» por retribución, una idea que se defiende en varios pasajes de las escrituras mormonas. En la Biblia, la sangre de Abel subió a los oídos de Dios después de que Caín lo matara. En el Libro de Mormón, se dice que la «sangre de un hombre justo» (Gedeón) «cayó sobre» el líder teocrático Alma «para vengarse» del asesino (Nehor). Las escrituras mormonas también se refieren al «clamor» de la sangre de los santos que asciende desde la tierra hasta los oídos de Dios como testimonio contra quienes los mataron. Después del asesinato de Joseph Smith, Brigham Young agregó un juramento de venganza al ritual de investidura de Nauvoo. Los participantes en el ritual hicieron un juramento de orar para que Dios «vengar a la sangre de los profetas en esta nación». Los profetas eran los hermanos Joseph y Hyrum Smith, y «esta nación» eran los Estados Unidos (este juramento se eliminó de la ceremonia durante la década de 1920). En 1877, Brigham Young señaló lo que consideraba una similitud entre la muerte de Joseph Smith y la doctrina de la expiación con sangre, en el sentido de que «ya sea que creamos en la expiación con sangre o no», Joseph Smith y otros profetas «sellaron su testimonio con su sangre».
Los rituales del templo SUD anteriormente proporcionaron un ejemplo en el que se contempla la pena capital por violaciones de los juramentos de sangre históricos en el ritual de Investidura. Los juramentos de sangre en la ceremonia estaban destinados a proteger el secreto del ritual. De acuerdo con la idea de que los crímenes graves deben ser respondidos con derramamiento de sangre y que la expiación de sangre debe ser voluntaria, los participantes juraron que, en lugar de revelar los gestos secretos de la ceremonia, preferirían que «mi garganta... fuera cortada de oreja a oreja, y mi lengua arrancada de raíz»; «nuestros pechos... serán desgarrados, nuestros corazones y entrañas serán arrancados y entregados a las aves del cielo y a las bestias del campo»; «tu cuerpo... será cortado en pedazos y todas tus entrañas saldrán a borbotones». La redacción sangrienta se eliminó a principios del siglo XX y se cambió a una referencia menos explícita a «diferentes formas en que se puede tomar la vida». La IJSUD eliminó los gestos sugerentes que acompañaban a los vestigios en 1990. No hay casos documentados de alguna persona que haya sido asesinada por violar estos juramentos de secreto.

### Doctrina de «sangre por sangre» y pena capital retributiva

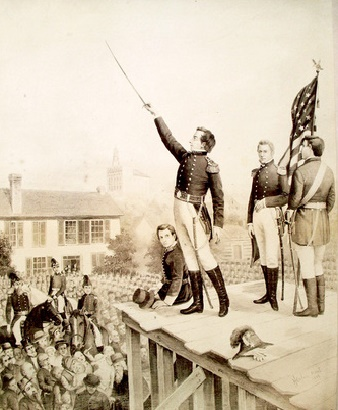
Joseph Smith no enseñó la expiación con sangre, pero enseñó una ley de retribución de Dios de «sangre por sangre», afirmando que si pudiera promulgar una ley de pena de muerte, «me opongo a la horca, incluso si un hombre mata a otro, le dispararé, o cortarle la cabeza, derramar su sangre en tierra y que su humo suba hasta Dios ...»

Joseph Smith, el fundador del Movimiento de los Santos de los Últimos Días, fue un firme defensor de la pena capital y favoreció los métodos de ejecución que involucraban el derramamiento de sangre como retribución por los crímenes de derramamiento de sangre. En 1843, él o su escriba comentó que el método de ejecución común en las naciones cristianas era la horca, «en lugar de sangre por sangre según la ley del cielo». Años antes de hacer este comentario, sin embargo, se cita a Smith diciendo que el ahorcamiento de Judas Iscariote no fue un suicidio, sino una ejecución llevada a cabo por San Pedro. En un debate del 4 de marzo de 1843 con el líder de la iglesia George A. Smith, quien argumentó en contra de la pena capital, Joseph Smith dijo que si alguna vez tenía la oportunidad de promulgar una ley de pena de muerte, «se oponía a colgar» al convicto; más bien, «le dispararía o le cortaría la cabeza, derramaría su sangre en el suelo y dejaría que su humo ascendiera hasta Dios». En la conferencia general de la Iglesia del 6 de abril de 1843, Smith dijo que «retorcería el cuello de un ladrón si pudiera encontrarlo, si no pudiera llevarlo ante la justicia de otra manera». Sidney Rigdon, consejero de Smith en la Primera Presidencia, también apoyó la pena capital que involucra el derramamiento de sangre, afirmando: «Hay hombres parados en medio de ustedes a los que no pueden hacer nada más que cortarles la garganta y enterrarlos». Por otro lado, Smith estaba dispuesto a tolerar la presencia de hombres «tan corruptos como el mismo diablo» en Nauvoo, Illinois, que «habían sido culpables de asesinato y robo», con la posibilidad de que pudieran «venir a las aguas de bautismo a través del arrepentimiento, y redimir una parte de su tiempo asignado».
Brigham Young, el sucesor de Smith en la IJSUD, inicialmente sostuvo puntos de vista sobre la pena capital similares a los de Smith. El 27 de enero de 1845, habló con aprobación de la tolerancia de Smith de los «hombres corruptos» en Nauvoo que eran culpables de asesinato y robo, con la esperanza de que pudieran arrepentirse y ser bautizados. Por otro lado, el 25 de febrero de 1846, después de que los mormones se fueran de Nauvoo, Young amenazó a los adherentes que habían robado las cuerdas de las cubiertas de las carretas y las vigas de los raíles con que les cortaran el cuello «cuando salieran de los asentamientos donde sus órdenes pudieran cumplir". ser ejecutado.» Más tarde ese año, Young dio órdenes de que «cuando se descubra que un hombre es un ladrón,... corten su garganta y atraviésenlo en el río». Young también apuntó que la decapitación de los pecadores reincidentes «es la ley de Dios y será ejecutada». No hay casos documentados, sin embargo, de que tal sentencia se llevara a cabo en el Camino Mormón.
En el valle de Salt Lake, Young actuó como autoridad ejecutiva mientras que el Consejo de los Cincuenta actuó como legislatura. Una de sus principales preocupaciones en los primeros asentamientos mormones era el robo, y juró que «un ladrón [sic] no debería vivir en el Valle, porque les cortaría la cabeza o sería el medio para que se hiciera como vivió el Señor». En Utah, existió una ley de 1851 a 1888 que permitía que las personas condenadas por asesinato fueran ejecutadas por decapitación.

### Ser «destruido en la carne» por violar los convenios del matrimonio celestial
El precursor más inmediato de la doctrina de la expiación con sangre proviene de una sección controvertida de las Escrituras mormonas dictada por Smith en 1843 que ordena la práctica del matrimonio plural (DC 132). Esta revelación declaró que una vez que un hombre y una mujer entran en el «nuevo y eterno convenio» (un matrimonio celestial), y es «sellado por el Santo Espíritu de la promesa» (que Smith enseñó más tarde que se logró a través del segundo ritual de unción). Si una persona sellada derramara sangre inocente, sufriría la suerte de David, quien fue redimido, pero no alcanzó su exaltación y no llegó a ser coheredero con Cristo en el Reino celestial (DC 132:39). Sin embargo, aunque sus pecados caen bajo la categoría de imperdonables, no es considerado un hijo de perdición porque buscó el arrepentimiento de la mano de Dios cuidadosamente con lágrimas toda su vida después. Por lo tanto, se le prometió que aunque pasaría por el infierno, su alma no sería dejada allí.
Si una persona sellada y ungida quebranta sus convenios en cualquier medida que no sea un pecado imperdonable, es posible que aún pueda obtener su exaltación y convertirse en coherederos con Cristo en la otra vida, con la condición de que haga los mayores esfuerzos posibles para el arrepentimiento, hasta y posiblemente incluyendo el abandono de la propia vida por el perdón. Serían «destruidos en la carne, y serán entregados a los azotes de Satanás hasta el día de la redención» (DC 132:26). Sin embargo, la revelación no especificó el mecanismo por el cual tales personas serían «destruidas en la carne», y no indicó si esa «redención» sería el resultado de la propia sangre del pecador o el resultado de la expiación de Jesucristo.

## Enseñanzas de expiación con sangre durante la administración de Brigham Young

### Enseñanzas de la Primera Presidencia y el Quórum de los Doce
Hasta donde los eruditos pueden decir, el autor de la doctrina de la expiación con sangre fue el presidente de la IJSUD Brigham Young, quien fue el primero que enseñó la doctrina después de la muerte de Joseph Smith. Sin embargo, la doctrina comenzó a enseñarse por primera vez durante el período en que Brigham Young era gobernador del Territorio de Utah, un período también conocido como la Reforma Mormona (1856–1858), particularmente por Jedediah M. Grant de la Primera Presidencia. Las conversaciones públicas sobre la expiación con sangre disminuyeron sustancialmente al final de la Reforma Mormona en 1858 cuando Young fue reemplazado como gobernador territorial por Alfred Cumming. El tema de la expiación con sangre permaneció en gran parte inactivo hasta la década de 1870, cuando los medios nacionales revivieron el tema durante los juicios de John D. Lee por su papel en la masacre de Mountain Meadows.

#### Desarrollo de la doctrina en la década de 1840 y principios de la de 1850
Cuando Brigham Young dirigió a los santos de Nauvoo, Illinois, al valle de Salt Lake a partir de mediados de la década de 1840, él y sus seguidores tenían la intención de establecer una teocracia independiente de los Estados Unidos, donde no habría distinción entre iglesia y estado. Las primeras enseñanzas registradas de Brigham Young sobre la doctrina de la expiación con sangre fueron en 1845, cuando Young se puso en el lugar de Joseph Smith, el anterior líder teocrático que había sido asesinado en 1844. Ese año, se decía que había aprobado que se matara a un mormón. por un asaltante desconocido en Nauvoo, Illinois, un acto que caracterizó como «un acto de caridad» porque «ahora posiblemente podría ser redimido en el mundo eterno».
En el valle de Salt Lake, Young mantuvo un Consejo de los Cincuenta compuesto por líderes religiosos como una especie de legislatura, pero el poder de este organismo era limitado. En 1849, mientras Young y el Consejo de los Cincuenta estaban redactando un plan para un Estado propuesto de Deseret, Young habló al Consejo sobre qué hacer con los ladrones, asesinos y adúlteros, y dijo: «Quiero que les corten las cabezas malditas para que puedan expiar sus crímenes». El Consejo votó al día siguiente que un hombre encarcelado «había perdido su cabeza» y «disponer de él en privado» (entrada del 4 de marzo). Dos semanas después, Young recomendó la decapitación del hombre y de un compañero de prisión, pero el Consejo decidió dejarlos con vida. Más tarde, en 1851, la Asamblea General del Estado de Deseret, elegida por el Consejo de los Cincuenta, adoptó una disposición sobre la pena capital que permitía la decapitación como medio de ejecución, que permanecería en vigor hasta 1888.
En un discurso ante la legislatura del Territorio de Utah el 5 de febrero de 1852, Young pareció abogar por la aprobación de una ley que requería la decapitación de los blancos que estaban «condenados por la ley» por mestizaje con personas de raza negra. Le dijo a la legislatura que el mestizaje era un pecado grave que traería una maldición sobre un hombre y todos sus hijos que se produjeron como resultado de la unión. Dijo que si un mormón blanco «en un momento de descuido cometiera tal transgresión», la decapitación «haría mucho para expiar el pecado... les haría bien que pudieran salvarse con sus Hermanos». Él dijo: «Es la bendición más grande que podría llegar a algunos hombres derramar su sangre en el suelo y dejar que suba ante el Señor como expiación».

#### Expiación con sangre en un régimen teocrático inminente para los mormones que «rompen el pacto»
Durante la Reforma Mormona, los líderes de la iglesia comenzaron a entrecruzarse con las comunidades mormonas en un dramático llamado a una mayor ortodoxia y pureza religiosa. Brigham Young, que en ese entonces era un líder teocrático, comenzó a preparar a los miembros de la iglesia para lo que pensaban que era la segunda venida que se acercaba rápidamente y un tiempo de «ley celestial» en el territorio de Utah. Según Young: «Llegará el momento en que la justicia será puesta a prueba y la rectitud a plomo; cuando tomaremos la vieja espada ancha y preguntaremos: ¿eres de Dios? Y si no estás de todo corazón del lado del Señor, serás talado».
El defensor más ruidoso de la doctrina de la expiación con sangre fue Jedediah M. Grant, el segundo consejero de Young en la Primera Presidencia de 1854 a 1856. Grant, un predicador incendiario, ascendió a la Primera Presidencia después de la muerte de Willard Richards en 1854 y se convirtió en el principal fuerza detrás de la Reforma Mormona. Sus enseñanzas en 1854 se relacionaban con los «quebrantadores de pactos», personas que habían quebrantado sus pactos hechos en el matrimonio de Investidura o Celestial. En una reunión en el Tabernáculo de Salt Lake el 12 de marzo de 1854, Grant preguntó: «¿Qué disposición debe tener el pueblo de Dios de los que rompen el pacto?» En respuesta a su pregunta, afirmó que deberían ser condenados a muerte. Sin embargo, se lamentó de la dificultad de aplicar esto en una democracia secular, afirmando: «Ojalá estuviéramos en una situación favorable para hacer lo que es justificable ante Dios, sin ninguna influencia contaminante de amalgama, leyes y tradiciones gentiles». Argumentando por una teocracia más pura, afirmó que es derecho de la iglesia «matar a un pecador para salvarlo, cuando comete esos crímenes que sólo pueden ser expiados con el derramamiento de su sangre... No mataríamos a un hombre, por supuesto, a menos que lo mataramos para salvarlo».
Parley P. Pratt, un miembro destacado del Quórum de los Doce Apóstoles, también fue un proponente de la doctrina de la expiación con sangre. El 31 de diciembre de 1855, Pratt presionó a la legislatura del Territorio de Utah para que «hiciera la pena de muerte por fornicación y adulterio». Citó 1 Corintios 5:5, llamando a los primeros cristianos «[a] entregar [al adúltero] a Satanás para la destrucción de la carne, a fin de que el espíritu sea salvo en el día del Señor Jesús», como justificación bíblica para la doctrina de la expiación con sangre. Pratt declaró: «Esta destrucción de la carne debe haber tenido referencia a la muerte del cuerpo; el hombre que justamente ha perdido su vida de acuerdo con la ley de Dios».
El 16 de marzo de 1856, Young reconoció que podría parecer, basado en la retórica desde el púlpito, que «todos los que no caminaran hasta la línea iban a ser destruidos de inmediato», pero hasta el momento, dijo, nadie había sido asesinado. Él les advirtió, sin embargo, que el tiempo «no está muy lejano» cuando la iglesia haría cumplir la ley de expiación de sangre contra los quebrantadores del pacto. Uno de los convenios del templo en ese momento era: «Nunca tendré nada que ver con ninguna de las hijas de Eva, a menos que me las dé el Señor». Aunque la «pena estricta de la ley» dictaba la muerte para expiar el quebrantamiento de este pacto, Young dijo que la iglesia «aun no» la haría cumplir.
El 11 de enero de 1857, Heber C. Kimball, miembro de la Primera Presidencia, habló sobre los adúlteros dentro de la iglesia y advirtió que «son dignos de muerte, y la recibirán. Ese tiempo está cerca, y Dios ha hablado desde los cielos, y cuando ciertas cosas sean correctas, haremos un ejemplo público de esos caracteres,... y el tiempo está justo a nuestras puertas». Mientras tanto, en lugar de expiar los pecados con sangre, Kimball enseñó que era posible expiar los pecados al menos parcialmente por medios distintos a la sangre, y alentó a los que quebrantan el pacto a «pagar todo lo que puedan, para que no haya mucho contra ti cuando las cuentas estén saldadas».
Haciéndose eco de las palabras de Kimball, el 8 de febrero de 1857, Young advirtió a la iglesia que la institución de la «ley celestial» que requería la expiación obligatoria con sangre estaba «a la mano», y que bajo esta ley, los infractores del pacto culpables de adulterio serían «cortados». Mientras tanto, dijo, «si esta gente no peca más, sino que vive fielmente su religión, sus pecados les serán perdonados sin quitarles la vida».

#### Expiación con sangre practicada de forma voluntaria y ejecución hecha por individuos
Además de hablar sobre la expiación con sangre como una forma teocrática de pena capital cuyo tiempo estaba «cercano», los líderes de la Iglesia también discutieron la expiación con sangre de manera no oficial. Según una interpretación del sermón de Brigham Young del 16 de marzo de 1856, el sermón alentó a las personas a hacer cumplir la doctrina en ciertas situaciones. Él dijo que si «encontrases a tu hermano en la cama con tu esposa, y los atravesabas con una jabalina, serías justificado, y ellos expiarían sus pecados, y serían recibidos en el reino de Dios». Él dijo: «En tales circunstancias, no tengo esposa a quien ame tanto que no le atravesaría el corazón con una jabalina, y lo haría con las manos limpias». Pero advirtió a cualquiera que intentara «ejecutar un juicio» que él o ella «tienen que tener las manos limpias y un corazón puro,... de lo contrario, es mejor que dejen el asunto en paz». Si la pareja adúltera no fuera atrapada en el acto, Young recomendó «dejarlos vivir y sufrir en la carne por sus pecados». Según Young, cuando cualquier persona viola un pacto con Dios, «la sangre de Cristo nunca borrará eso, tu propia sangre debe expiar por ello» ya sea en esta vida o en la próxima.
En una reunión el 21 de septiembre de 1856 a la que asistieron tanto Young como Grant, Grant declaró que había muchos miembros en la Iglesia que rompían el pacto «que han cometido pecados que no pueden ser perdonados mediante el bautismo». Esta gente, dijo Grant, «necesita tener su derramamiento de sangre, porque el agua no servirá, sus pecados son un tinte demasiado profundo». Por lo tanto, Grant aconsejó a estas personas que se ofrecieran como voluntarios para que la Primera Presidencia nombrara un comité para seleccionar un lugar y «derramar su sangre». Brigham Young habló en acuerdo, afirmando: «Hay pecados que cometen los hombres por los cuales no pueden recibir perdón en este mundo, ni en el venidero, y si tuvieran los ojos abiertos para ver su verdadera condición, Estad perfectamente dispuestos a que su sangre sea derramada sobre la tierra, para que su humo ascienda al cielo como ofrenda por sus pecados, y el incienso humeante expiaría sus pecados». De hecho, Young afirmó que los hombres en realidad habían acudido a él y le habían ofrecido su sangre para expiar sus pecados. Por estos pecados, que Young no especificó, el derramamiento de sangre es «la única condición por la cual pueden obtener el perdón, o para apaciguar la ira que se enciende contra ellos, y que la ley pueda seguir su curso». La expiación de Jesús, dijo Young, fue por «los pecados causados por la caída y los cometidos por los hombres, pero los hombres pueden cometer pecados que nunca podrán ser perdonados».
El 8 de febrero de 1857, Brigham Young declaró que si una persona «sorprendida en una falta grave» realmente entendiera que «al derramar su sangre expiará ese pecado y será salvada y exaltada con los dioses», pediría voluntariamente que se derramara su sangre para poder ganar su exaltación. Enmarcó la expiación de sangre como un acto de amor desinteresado y preguntó a la congregación: «¿Amarás a ese hombre o mujer lo suficiente como para derramar su sangre?» Como una cuestión de amor, dijo, «si [tu prójimo] necesita ayuda, ayúdalo; y si quiere la salvación y es necesario derramar su sangre en la tierra para que pueda salvarle, derrámala».

#### Expiación con sangre por apostasía
La mayor parte de la discusión sobre la expiación con sangre durante la Reforma Mormona se refería al asesinato de los «quebrantadores del pacto». Se pensaba que los mayores infractores del pacto eran los «apóstatas», quienes, según la doctrina mormona primitiva, se convertirían en hijos de perdición y para quienes «no hay posibilidad alguna de exaltación». No obstante, Brigham Young creía que la expiación con sangre tendría al menos algún beneficio. La primera discusión de Young sobre la expiación con sangre en 1845 se refería a un hombre que pudo haber sido considerado un apóstata en Nauvoo, Illinois. El 8 de febrero de 1857, Young dijo, con respecto a los apóstatas, que «si se hubiera derramado su sangre, hubiera sido mejor para ellos». Young advirtió a estos apóstatas que aunque «[l]a maldad y la ignorancia de las naciones impiden que este principio esté en plena vigencia,... llegará el momento en que la ley de Dios estará en plena vigencia», lo que significa que los apóstatas estarían sujetos a la expiación con sangre en un régimen teocrático. En agosto de 1857, Heber C. Kimball se hizo eco de las declaraciones de Young sobre los apóstatas, afirmando que «si los hombres traicionan a Dios y a sus siervos, su sangre seguramente será derramada, o de lo contrario serán condenados, y eso también de acuerdo con sus convenios».
Según el 12.º presidente de la IJSUD, Spencer W. Kimball, se desconoce el alcance de la iluminación religiosa de los apóstatas durante la vida de Joseph Smith, y no se pueden identificar individualmente. Según el décimo presidente de la IJSUD, Joseph Fielding Smith, un miembro que deja la iglesia no se convierte en hijo de perdición, «a menos que haya tenido suficiente luz» para convertirse en uno.

### Expiación con sangre correctamente practicada
La expiación con sangre, como se enseñó anteriormente, no debía usarse como una forma de castigar, sino como una forma para que el pecador hiciera restitución por sus pecados. John D. Lee, quien fue asesinado por su participación en la masacre de Mountain Meadows, dio un relato de oídas. Lee declaró en sus memorias que había oído hablar de una sola persona que había recibido correctamente la muerte por expiación con sangre, al expiar voluntariamente el crimen:

Rosmos Anderson era un danés que había llegado a Utah... Se había casado con una viuda... y ella tenía una hija que ya era adulta en el momento de la Reforma...

En una de las reuniones durante la Reforma, Anderson y su hijastra confesaron que habían cometido adulterio, creyendo cuando lo hicieron que Brigham Young les permitiría casarse cuando supiera los hechos. Siendo su confesión completa, fueron rebautizados y recibidos como miembros de pleno derecho. Luego fueron colocados bajo el pacto de que si volvían a cometer adulterio, Anderson debería sufrir la muerte... Poco después de esto, se presentó un cargo contra Anderson ante el Consejo, acusándolo de adulterio con su hijastra... el Consejo votó que Anderson debía morir por violar sus pactos. Klingensmith fue a ver a Anderson y le notificó que las órdenes eran que debía morir degollado, para que el derramamiento de su sangre expiara sus pecados. Anderson, siendo un firme creyente en las doctrinas y enseñanzas de la Iglesia Mormona, no puso objeciones, pero pidió medio día para prepararse para la muerte. Su petición fue concedida. Se le ordenó a su esposa que preparara un traje de ropa limpia, con el cual sepultaría a su esposo, y se le informó que lo iban a matar por sus pecados, y se le ordenó que les dijera a los que debían preguntar por su esposo que había ido a California.
Klingensmith, James Haslem, Daniel McFarland y John M. Higbee cavaron una tumba en el campo cerca de Cedar City, y esa noche, alrededor de las 12, fueron a la casa de Anderson y le ordenaron que se preparara para obedecer al Consejo. Anderson se levantó, se vistió, se despidió de su familia y, sin una palabra de reproche, acompañó a los que creía que estaban cumpliendo la voluntad del «Dios Todopoderoso». Fueron al lugar donde estaba preparado el sepulcro; Anderson se arrodilló al costado de la tumba y oró. Klingensmith y su compañía luego cortaron la garganta de Anderson de oreja a oreja y lo sostuvieron para que su sangre corriera hacia la tumba. Tan pronto como estuvo muerto, lo vistieron con su ropa limpia, lo arrojaron a la tumba y lo enterraron. Luego llevaron su ropa ensangrentada a su familia y se la dieron a su esposa para que la lavara.

Lee se negó a ser ejecutado de la misma manera, solicitando en cambio que lo ejecutaran por fusilamiento, rechazando la idea de que necesitaba expiar la masacre de Mountain Meadows.

### Masacre de Mountain Meadows
La masacre de Mountain Meadows del 7 al 11 de septiembre de 1857 fue ampliamente atribuida a la doctrina de la Iglesia de la expiación con sangre y a la retórica antiestadounidense de los líderes de la Iglesia durante la Guerra de Utah. La masacre ampliamente publicitada fue un asesinato en masa de emigrantes de Arkansas por parte de una milicia mormona dirigida por el prominente líder mormón, John D. Lee, quien posteriormente fue ejecutado por su papel en los asesinatos. Después de la escalada de rumores de que los emigrantes participaron en la persecución mormona temprana, la milicia los asedió y cuando los emigrantes se rindieron, la milicia mató a hombres, mujeres y niños a sangre fría, adoptaron a algunos de los niños sobrevivientes e intentaron encubrirse.
Aunque la masacre fue ampliamente relacionada con la doctrina de expiación con sangre tanto por la prensa estadounidense como por el público en general, no hay evidencia directa que sugiera que estuvo relacionada con «salvar» a los emigrantes mediante el derramamiento de su sangre (porque ellos no habían realizado los convenios mormones); más bien, la mayoría de los comentaristas lo ven como un acto de retribución intencionada. Young fue acusado de dirigir o ser cómplice de la masacre después del hecho. Sin embargo, cuando Brigham Young fue entrevistado sobre el asunto y se le preguntó si creía en la expiación de sangre veinte años después, respondió: «Sí, y creo que Lee no ha expiado ni la mitad de su gran crimen». Dijo que «creemos que la ejecución debe realizarse mediante el derramamiento de sangre en lugar de la horca», pero solo «de acuerdo con las leyes del país».

### Rumores de aplicación de la expiación con sangre por parte de los danitas de la era de Utah
Muchos rumores estaban centrados alrededor de un grupo llamado los danitas. Los danitas eran una organización fraternal fundada por un grupo de Santos de los Últimos Días en junio de 1838, en Far West, en el condado de Caldwell, Misuri. Los danitas operaron como un grupo de vigilantes y tuvieron un papel central en los eventos de la Guerra Mormona. Aunque la organización dejó de existir formalmente en Misuri, el nombre «danitas» puede haber sido usado tanto en Nauvoo como en Utah. No es seguro si los danitas continuaron existiendo como una organización formal en Utah.
Durante las décadas de 1860 y 1870, hubo rumores generalizados de que Brigham Young tenía una organización danita que estaba haciendo cumplir la doctrina de la expiación con sangre. La evidencia de esto, sin embargo, nunca superó el nivel de rumor. En respuesta a esto, Brigham Young declaró el 7 de abril de 1867:

¿Hay guerra en nuestra religión? No; ni guerra ni derramamiento de sangre. Sin embargo, nuestros enemigos gritan «derramamiento de sangre» y «¡oh, qué hombres terribles son estos mormones y esos danitas!¡Como matan y matan!» Todo esto es una tontería y una locura en extremo. Los impíos matan a los impíos, y lo pondrán sobre los Santos.

La mormona descontenta Fanny Stenhouse, disidente de Godbeite y crítica destacada de Brigham Young, describió a los danitas como «ángeles vengadores» que asesinaron a los mormones descontentos y culparon de su desaparición a los indios. Ann Eliza Young, una exesposa plural de Brigham Young y autora de Wife No. 19, también describió a los danitas como todavía organizados después de llegar a Utah, y que asesinaban a disidentes y enemigos de la Iglesia. Si bien sus afirmaciones siguen siendo controvertidas entre los historiadores mormones, sus escritos indican que el concepto de los danitas se mantuvo vigente hasta la década de 1870.

#### Asesinato de Thomas Coleman
En 1866, Thomas Coleman (o Colburn), antiguo esclavo que gozaba de buena reputación como miembro de la Iglesia, fue asesinado. Como ha documentado el historiador mormón D. Michael Quinn, Coleman aparentemente estaba cortejando en secreto a una mujer mormona blanca, en contra de la ley territorial y las enseñanzas mormonas contemporáneas con respecto a las personas de ascendencia africana.
En una de sus reuniones clandestinas detrás del antiguo Arsenal (en lo que ahora es Capitol Hill en Salt Lake) el 11 de diciembre, Coleman fue descubierto por «amigos» de la mujer. El grupo de vigilantes golpeó a Coleman con una gran piedra. Usando sus propios cuchillos Bowie, sus atacantes le cortaron la garganta tan profundamente de oreja a oreja que casi lo decapitaron, además de abrirle el pecho derecho, en lo que algunos creen que fue una imitación de las penas ilustradas en el ritual del Templo. Sin embargo, no todas las heridas de Coleman se correlacionaron con el ritual del Templo, ya que también fue castrado. Luego se colocó un cartel pregrabado en su cadáver que decía: «Aviso a todos los niggers - Tomen advertencia - Dejen en paz a las mujeres blancas». Aunque era pleno invierno, se cavó una tumba y se enterró el cuerpo de Coleman. El cuerpo fue eliminado en menos de tres horas después de su descubrimiento. Menos de doce horas después de eso, el juez Elias Smith, primo hermano de Joseph Smith, nombró a George Stringham (un rufián mormón y justiciero con vínculos con Porter Rockwell, Jason Luce y William Hickman) como presidente del jurado del forense; se reunieron brevemente y desestimaron sumariamente el caso como un crimen cometido por una persona o por personas desconocidas para el jurado, poniendo fin abruptamente a toda investigación oficial sobre el extraño asesinato.
Los elementos rituales involucrados en la ejecución del asesinato de Coleman pueden haber sido en respuesta a un sermón público pronunciado tres años antes por Brigham Young el 3 de marzo de 1863. En este sermón, Young afirma: «Soy un ser humano y tengo la cuidado de los seres humanos. Deseo salvar la vida, y no tengo ningún deseo de destruir la vida. Si tuviera mi deseo, debería detener por completo el derramamiento de sangre humana». Sin embargo, después de esta declaración, Young hace una declaración sobre las relaciones interraciales en la que continúa: «¿Debo decirles la ley de Dios con respecto a la raza africana? Si el hombre blanco que pertenece a la simiente escogida mezcla su sangre con la simiente de Caín, la pena, bajo la ley de Dios, es la muerte en el acto. Esto siempre será así». Young continúa su sermón condenando a los blancos por su abuso de los esclavos con la proclamación, «por su abuso de esa raza, los blancos serán malditos, a menos que se arrepientan».
Con respecto al asesinato de Coleman, las apologéticas mormonas señalan que se dice que la práctica de la expiación con sangre se aplica a los mormones investidos que apostataron. Coleman era un miembro con buena reputación y no estaba dotado, lo que sugiere que su muerte en realidad puede haber sido el resultado del racismo. La organización de apología SUD FAIR ha afirmado que la declaración de Young no se basó en tendencias racistas, sino que «los comentarios de Brigham Young fueron una condena del abuso y la violación de mujeres negras indefensas, y no una declaración abiertamente racista que condena el matrimonio interracial».

#### Otros asesinatos
Uno de los ejemplos citados por los críticos de la Iglesia son una serie de asesinatos en Springville, Utah, de personas que, según documentos históricos y registros judiciales, eran «personajes muy cuestionables». El juez Elias Smith declaró con respecto al caso: «Hemos examinado cuidadosamente todas las pruebas proporcionadas por un taquígrafo notablemente preciso, y solo podemos concluir que las pruebas ante el tribunal demuestran que Durfee, Potter y dos de los Parrish se metieron en una pelea, discutieron sobre asuntos mejor, si es que no solo, conocidos por ellos mismos, y por eso Potter y dos Parrish fueron asesinados».
En 1902, la policía y la prensa inicialmente especularon que la expiación con sangre podría haber sido un motivo para el «asesinato Pulitzer» de la ciudad de Nueva York cometido por William Hooper Young, nieto de Brigham Young. Esta especulación se vio alimentada en gran medida por el hecho de que se había encontrado un cuaderno perteneciente a Hooper Young en la escena del crimen, y en una de las páginas se garabateó «expiación con sangre» y referencias bíblicas de apoyo. Debido a que Young se declaró culpable de asesinato, nunca se determinó el motivo exacto del crimen, pero los expertos médicos y el juez opinaron que Young estaba médicamente, aunque probablemente no legalmente, loco. El caso de Hooper Young y la expiación de sangre contemporánea se analizan en detalle en la novela de Brian Evenson de 2006 The Open Curtain.

## Expiación con sangre después de Brigham Young
Para 1877, cuando murió Brigham Young, la doctrina de la expiación con sangre, ya sea que el público la entendiera correctamente o no, había «hecho más que cualquier otra cosa, excepto la poligamia, para desacreditar al mormonismo». En respuesta, los líderes de la Iglesia y los periodistas tomaron un interés activo en explicar y justificar la doctrina, y en contrarrestar la prensa negativa. John Taylor, el sucesor de Young, reconoció en North American Review que «creemos que algunos crímenes solo pueden ser expiados con la vida del culpable»; sin embargo, dijo, «todos los culpables dignos de muerte... deben ser ejecutados por el funcionario civil adecuado, no por el ejercicio de la lex talionis o la intervención de la autoridad eclesiástica».
El principal de los escritores SUD que defendieron la doctrina a fines del siglo XIX fue Charles W. Penrose, editor de Deseret News, propiedad de la IJSUD, quien más tarde se convertiría en miembro del Quórum de los Doce Apóstoles y de la Primera Presidencia.

### Expiación con sangre por asesinato
Antes de la muerte de Brigham Young, la doctrina de la expiación con sangre se enseñaba principalmente como un medio para que los mormones «violadores del pacto» (generalmente adúlteros y apóstatas) pagaran por sus pecados, pero nunca se dio una lista completa de los pecados que requerían la expiación con sangre. Por lo menos en un caso, Heber C. Kimball sugirió que la doctrina se aplicaría al pecado de asesinato. Después de la muerte de Young, la expiación con sangre siguió enseñándose como un medio necesario para pagar el pecado del adulterio, sin embargo, las enseñanzas de la expiación con sangre ignoraron en gran medida el castigo para los apóstatas y los «infractores del pacto» menores, y se centraron principalmente en el pecado de asesinato, haciendo hincapié en que estaba destinado a ser operativo solo en el contexto de la pena capital legal.
Según Penrose, «el asesinato es un "pecado de muerte", que las oraciones, el arrepentimiento y las ordenanzas no eliminarán». Por lo tanto, «la única ofrenda válida que puede hacer el criminal es la sangre de su propia vida derramada sobre la tierra en expiación voluntaria». Es por eso que, según Penrose, el Territorio de Utah dio a los asesinos convictos la posibilidad de elegir entre ser ahorcados o ser fusilados.
Como reconocieron los pensadores mormones, la aplicación de la doctrina de la expiación con sangre al pecado del asesinato aparentemente creó algunas dificultades. El Libro de Mormón establece que los asesinos pueden recibir el perdón mediante el arrepentimiento. Sin embargo, un pasaje en Doctrina y Convenios dice que el asesinato es imperdonable. Intentando resolver este aparente conflicto en un artículo de Deseret News del 4 de julio de 1883, el apóstol Charles W. Penrose enseñó que en algunos casos, como el asesinato cometido con ira o provocación, el asesinato podría perdonarse, pero solo después de que la parte culpable expiara el asesinato con el derramamiento de sangre.

### Repudio de las acusaciones de la práctica por parte de La Iglesia de los Santos de los Últimos Días en 1889
La práctica de la expiación con sangre fue formalmente negada y repudiada por la iglesia en una declaración emitida en 1889:

que debe ser castigado con el derramamiento de la sangre del criminal después de un juicio público ante un tribunal del país legalmente constituido. Denunciamos como totalmente falsa la acusación que se ha hecho de que nuestra iglesia favorece o cree en el asesinato de personas que abandonan la iglesia o apostatan de sus doctrinas. Veríamos un castigo de este carácter por tal acto con el mayor horror; es aborrecible para nosotros y está en oposición directa a los principios fundamentales de nuestro credo. Las revelaciones de Dios a esta iglesia hacen que la muerte sea la pena del crimen capital, y requieren que los ofensores contra la vida y la propiedad sean entregados y juzgados por las leyes del país. Declaramos que ningún obispo u otro tribunal en esta iglesia reclama o ejerce funciones civiles o judiciales, o el derecho de suplantar, anular o modificar una sentencia de cualquier tribunal civil. Tales tribunales, aunque establecidos para regular la conducta cristiana, son puramente eclesiásticos, y sus poderes punitivos no van más allá de la suspensión o excomunión de los miembros de la iglesia.

La autoridad general de la IJSUD, B. H. Roberts, respondió a las declaraciones de Young, afirmando que:

La doctrina de la expiación con sangre, entonces, se basa en las leyes bíblicas consideradas en los párrafos anteriores. El único punto en el que se puede presentar una queja con justicia en la enseñanza del período de la «Reforma» es en la desafortunada implicación de que la Iglesia de los Santos de los Últimos Días, o individuos de esa iglesia, pueden ejecutar esta ley de retribución. Afortunadamente, sin embargo, las sugerencias aparentemente hechas en las palabras demasiado entusiastas de algunos de estos ancianos líderes nunca fueron puestas en práctica. La Iglesia nunca los incorporó a su forma de gobierno. De hecho, habría sido una violación de la instrucción divina dada en la Nueva Dispensación si la iglesia hubiera intentado establecer tal procedimiento. Ya en 1831 se le dio a la Iglesia la ley del Señor de la siguiente manera: «Y ahora, he aquí, hablo a la Iglesia: No matarás».

### Acusación de R. C. Evans
En 1920, R. C. Evans, exmiembro de la Primera Presidencia de la Iglesia Reorganizada de Jesucristo de los Santos de los Últimos Días (actual Comunidad de Cristo), quien había dejado la iglesia, escribió un libro titulado Forty Years in the Mormon Church: Why I Left It!. Evans acusó tanto a la entonces Iglesia RLDS como a la IJSUD de abogar por la expiación con sangre y también asoció la supuesta práctica con los danitas. En respuesta a las negaciones de que ambas iglesias hayan implementado en la práctica alguna vez la doctrina, Evans escribió:

Por lo tanto, tenemos al presidente de la Iglesia Reorganizada e hijo de Joseph Smith admitiendo, además de disculparse por las declaraciones temerarias de su padre y otros líderes en la iglesia antigua, y luego tenemos a Joseph F. Smith de la iglesia de Utah usando sobre el mismo argumento para excusar el lenguaje y la conducta asesina de los danitas en Utah. Todo lo que queremos decir es que la respuesta a estos dos descendientes del profeta original y organizador de la banda danita es que cuando los principales miembros y oficiales de la iglesia durante muchos años enseñan y practican, mediante amenazas y asesinatos, atribuidos a los danitas Banda, entonces creemos que el público tiene justificación para denunciar tal lenguaje y conducta, y afirmar que es la doctrina de la iglesia.

### Respuesta de Joseph Fielding Smith
En respuesta a las acusaciones de Evans con respecto a la supuesta implementación de la práctica de la expiación con sangre, Joseph Fielding Smith reafirmó la doctrina, pero negó que la iglesia la hubiera practicado alguna vez, alegando que tal acusación era una «mentira condenable». Smith escribió,

Mediante la expiación de Cristo, todo el género humano puede salvarse, mediante la obediencia a las leyes y ordenanzas del evangelio... El hombre puede cometer ciertos pecados graves, según su luz y conocimiento, que lo colocarán fuera del alcance de la sangre expiatoria de Cristo. Entonces, si quiere salvarse, debe sacrificar su propia vida para expiar, en la medida en que pueda hacerlo, ese pecado, porque la sangre de Cristo sola bajo ciertas circunstancias no servirá de nada... Pero que la Iglesia practique la expiación con sangre sobre los apóstatas o cualquier otro, que es predicado por los ministros de la «Reorganización» es una falsedad condenable por la cual los acusadores deben responder.

### Declaraciones a finales del siglo XX
Al igual que varias enseñanzas enunciadas por Brigham Young (véase, por ejemplo, la teoría de Adán-Dios), la expiación con sangre ha sido ampliamente criticada por los Santos de los Últimos Días. El estado de la enseñanza ha sido abordado por los líderes modernos de la IJSUD. Todavía en 1970, la Primera Presidencia de la iglesia autorizó una publicación de la iglesia que interpretó DC 132:26 (la revelación escrita de Joseph Smith que autorizó el matrimonio plural en 1843) diciendo que, incluso después del arrepentimiento, «algunos pecados pueden requerir el castigo más terrible incluso entonces: la destrucción en la carne y el ser entregados a los bofetones de Satanás hasta el día de la redención. Este castigo es el más severo».
En 1954, el historiador de la Iglesia Joseph Fielding Smith enseñó lo siguiente sobre la expiación con sangre:

El hombre puede cometer ciertos pecados graves, según su luz y conocimiento, que lo colocarán fuera del alcance de la sangre expiatoria de Cristo. Entonces, si quiere ser salvo, debe sacrificar su propia vida para expiar, en la medida en que esté a su alcance, ese pecado, porque la sangre de Cristo sola, bajo ciertas circunstancias, no servirá de nada... Joseph Smith enseñó que hubo ciertos pecados tan graves que el hombre puede cometer, que colocarán a los transgresores más allá del poder de la expiación de Cristo. Si se cometen estas ofensas, entonces la sangre de Cristo no los limpiará de sus pecados aunque se arrepientan. Por lo tanto, su única esperanza es que se derrame su propia sangre para expiar, en la medida de lo posible, en su favor.

Además, el apóstol Bruce R. McConkie estuvo de acuerdo con Brigham Young y Joseph Fielding Smith en que «bajo ciertas circunstancias, hay algunos pecados graves para los cuales la purificación de Cristo no opera, y la ley de Dios es que los hombres deben derramar su propia sangre para expiar sus pecados».

### El repudio de McConkie a la necesidad de practicar la doctrina
En 1978, Bruce R. McConkie, actuando bajo la dirección del Presidente de la Iglesia Spencer W. Kimball y la Primera Presidencia, repudió la doctrina de la expiación con sangre:

Usted nota que yo, el presidente Joseph Fielding Smith y algunos de nuestros primeros líderes de la Iglesia hemos dicho y escrito sobre esta doctrina y usted preguntó si la doctrina de la expiación con sangre es una doctrina oficial de la Iglesia hoy. Si por expiación con sangre se entiende el sacrificio expiatorio de Cristo, la respuesta es sí. Si por expiación de sangre se entiende el derramamiento de la sangre de los hombres para expiar de alguna manera sus propios pecados, la respuesta es no. No creemos que sea necesario que los hombres en este día derramen su propia sangre para recibir una remisión de sus pecados. Esto se dice con plena conciencia de lo que yo y otros hemos escrito y dicho sobre este tema en tiempos pasados. Para entender lo que han dicho Brigham Young, Heber C. Kimball, Charles W. Penrose y otros, debemos mencionar que hay algunos pecados por los cuales la sangre de Cristo sola no limpia a una persona. Estos incluyen la blasfemia contra el Espíritu Santo (según la definición de la Iglesia) y el asesinato que es el homicidio ilegítimo de un ser humano con malicia. Sin embargo, y esto no puede enfatizarse demasiado, esta ley no ha sido dada a la Iglesia en ningún momento de esta dispensación. No tiene aplicación alguna para nadie que viva ahora, ya sea miembro o no miembro de la Iglesia.

### Expiación con sangre en una teocracia
En la carta de McConkie, sugirió que la doctrina podría, de hecho, ser válida, pero solo en una teocracia pura, aunque también afirmó que «Brigham Young y los demás estaban hablando de un principio teórico que operó en épocas pasadas y no en ninguno de los dos". su día o el nuestro». Dijo además:

Simplemente no existe entre nosotros una doctrina de expiación con sangre que conceda la remisión de los pecados o confiera cualquier otro beneficio a una persona porque su propia sangre es derramada por los pecados. Permítanme decir categórica e inequívocamente que esta doctrina solo puede operar en un día cuando no haya separación de Iglesia y Estado y cuando el poder de quitar la vida esté investido en la teocracia gobernante como fue el caso en los días de Moisés.

Con respecto a la expiación con sangre en una teocracia, Encyclopedia of Mormonism afirma:

Varios líderes de la Iglesia primitiva, sobre todo Brigham Young, enseñaron que en una teocracia completa el Señor podría requerir el derramamiento voluntario de la sangre de un asesino, presumiblemente mediante la pena capital, como parte del proceso de expiación por un pecado tan grave. Esto se conoce como «Expiación con sangre». Dado que tal teocracia no ha estado operativa en los tiempos modernos, el efecto práctico de la idea fue su uso como recurso retórico para aumentar la conciencia de los Santos de los Últimos Días sobre la gravedad del asesinato y otros pecados mayores. Este punto de vista no es una doctrina de la Iglesia y nunca ha sido practicado por la Iglesia en ningún momento.

## Relación con la pena capital en Utah
Joseph Fielding Smith declaró:

Los fundadores de Utah incorporaron en las leyes del Territorio disposiciones para la pena capital de quienes voluntariamente derramaran la sangre de sus semejantes. Esta ley, que ahora es la ley del Estado, concedía al asesino condenado el privilegio de elegir por sí mismo si morir en la horca o ser fusilado, y así derramar su sangre en armonía con la ley de Dios; y así expiar, en la medida en que esté en su poder expiar, por la muerte de su víctima. Casi sin excepción la parte condenada elige la última muerte. Esto es por autoridad de la ley del país, no de la Iglesia.

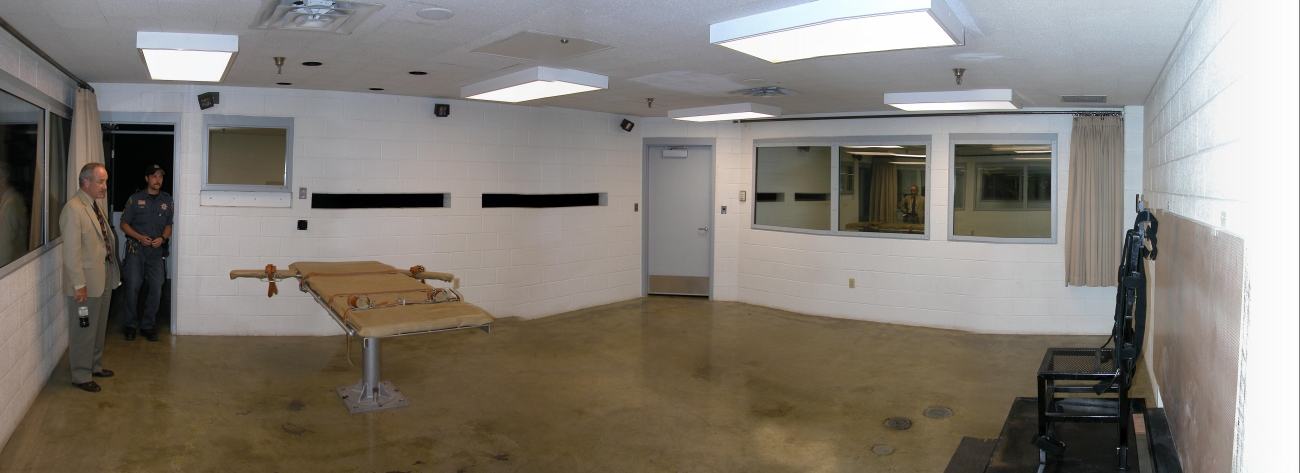
La cámara de ejecución en la Prisión Estatal de Utah. La plataforma de la izquierda se utiliza para la inyección letal. La silla de metal a la derecha se utiliza para la ejecución por fusilamiento.

Además, en su primera edición del libro Mormon Doctrine, McConkie opinó que debido a que la expiación con sangre requiere el «derramamiento de sangre sobre el suelo», la ejecución por fusilamiento era superior a la ejecución por ahorcamiento, que no sería suficiente para crear una expiación con sangre. Al respecto, McConkie comentó:

Por lo que puedo ver, no hay diferencia entre un pelotón de fusilamiento, una silla eléctrica, una cámara de gas o un ahorcamiento. La muerte es la muerte y yo interpretaría el derramamiento de la sangre del hombre en las ejecuciones legales como una expresión figurativa que significa quitar la vida. No me parece que haya significado actual en cuanto a si una ejecución es por un pelotón de fusilamiento o de alguna otra manera. Yo, por supuesto, eliminé mi artículo sobre «colgarse» de la segunda edición de Mormon Doctrine debido al razonamiento aquí mencionado.

En una contradicción interesante, la autora Sally Denton en su libro American Massacre, afirma que la ejecución por fusilamiento no se consideraba un método válido para realizar la expiación con sangre, afirmando en cambio que «la decapitación era el método preferido». Denton relata la ejecución de John D. Lee por su papel en la masacre de Mountain Meadows. Cuando se le ofreció la opción de ejecución en la horca, fusilamiento o decapitación, Denton afirma que la «elección de ejecución por fusilamiento de Lee envió una señal clara a los fieles de que rechazó la necesidad espiritual de expiar cualquier pecado».
La ejecución por fusilamiento fue prohibida por el estado de Utah el 15 de marzo de 2004 pero, debido a que la ley no era retroactiva, cuatro reclusos que estaban en el corredor de la muerte de Utah aun podían optar por este método de ejecución. Ronnie Lee Gardner, que había sido condenado a muerte en octubre de 1985, citó su «herencia mormona» por elegir morir frente a un pelotón de fusilamiento, y ayunó durante dos días antes de su ejecución. Sintió que los legisladores habían estado tratando de eliminar la opción de fusilamiento en oposición a la opinión popular en Utah, debido a la preocupación por la imagen del estado durante los Juegos Olímpicos de Invierno de 2002. El día anterior a la ejecución de Gardner en junio de 2010, la IJSUD emitió la siguiente declaración:

A mediados del siglo XIX, cuando la oratoria retórica y emocional era común, algunos miembros y líderes de la Iglesia usaban un lenguaje fuerte que incluía nociones de personas que hacen restitución por sus pecados al entregar sus propias vidas.

Sin embargo, la llamada «expiación con sangre», mediante la cual se requiere que las personas derramen su propia sangre para pagar por sus pecados, no es una doctrina de La Iglesia de Jesucristo de los Santos de los Últimos Días. Creemos y enseñamos la expiación infinita y que todo lo abarca de Jesucristo, que hace posible el perdón de los pecados y la salvación para todas las personas.

## La práctica de la expiación con sangre en los tiempos modernos
En los tiempos modernos, el concepto de expiación con sangre ha sido utilizado por varios grupos disidentes fundamentalistas como excusa para justificar el asesinato de quienes no están de acuerdo con sus líderes o intentan abandonar sus iglesias. Todos estos grupos afirman seguir las enseñanzas «originales» de Joseph Smith y Brigham Young, y también afirman que la IJSUD se ha desviado del camino correcto al prohibir estas prácticas. Este concepto es atribuido por algunos eruditos a una tendencia hacia el «literalismo» extremo que existe con respecto a la interpretación de las primeras doctrinas.

### Ervil LeBaron y la Iglesia del Cordero de Dios
Ervil LeBaron, el líder y profeta de la Iglesia del Cordero de Dios, inició una serie de asesinatos que finalmente resultaron en su sentencia a cadena perpetua. Antes de su muerte en prisión, LeBaron escribió un documento al que llamó The Book of the New Covenants. Este documento enumeraba a una serie de personas que habían sido desleales y que «merecían morir». Copias de esta lista cayeron en manos de los seguidores de LeBaron, quienes procedieron a administrar lo que llamaron «expiación con sangre» a los individuos enumerados.
Una de las hijas de LeBaron, Lillian Chynoweth, relató un relato de algunos de estos asesinatos en la película The God Makers II. Chynoweth habló sobre el asesinato de su esposo, su cuñado y su hija de ocho años por parte de sus medios hermanos el 27 de junio, el 144° aniversario de la muerte de Joseph Smith. Dijo que sus nombres estaban «en la lista de expiación» porque su padre creía que eran «traidores a la causa de Dios». Sin ser nombrada explícitamente en la película, esta lista era El libro de los nuevos pactos de Ervil LeBaron. Chynoweth agregó que si algo le sucediera, la iglesia mormona sería la responsable. Poco después de la entrevista, según la película, fue encontrada muerta en su casa por una herida de bala autoinfligida.

### Warren Jeffs y la Iglesia Fundamentalista de Jesucristo de los Santos de los Últimos Días
Warren Jeffs, líder de la Iglesia Fundamentalista de Jesucristo de los Santos de los Últimos Días (FLDS), una secta polígama con sedes en Arizona y Utah, Estados Unidos, supuestamente ha indicado su deseo de implementar la doctrina en su Iglesia. El exmiembro de la FLDS, Robert Richter, informó al Phoenix New Times que en sus sermones, Jeffs aludió repetidamente a la expiación con sangre por pecados graves como el asesinato y el adulterio. Richter también afirma que se le pidió que diseñara un termostato para un horno de alta temperatura que sería capaz de destruir la evidencia de ADN si se llevaran a cabo tales «expiaciones».